# Каплан, Авриель Бенджамин
Авриэль Бенджамин «Ави» Каплан (анг. Avriel Benjamin Kaplan, родился 17 апреля 1989 года) — американский певец и автор песен, наиболее известный как бывший член а капелла группы Pentatonix. Он известен своим глубоким низким голосом и часто выступал в качестве участника Pentatonix, исполняя вокальную партию баса. В мае 2017 года Каплан объявил, что покидает Pentatonix после их предстоящего тура.
В июне 2017 года Каплан выпустил свой сольный дебютный альбом Sage and Stone, под названием Avriel & the Sequoias, более ориентированный на народную музыку, в котором он также играет на гитаре. В марте 2019 года состоялась премьера его новой песни «Change on the Rise», которая теперь снова стала называться Avi Kaplan. Его второй альбом, I’ll Get By, был выпущен в феврале 2020 года.
Каплан так же является трёхкратным лауреатом премии «Грэмми» в составе группы Pentatonix.

## Ранние годы
Авриэль Бенджамин Каплан родился в Висейлие, Калифорния, где он также вырос. У него есть брат Джошуа Каплан и сестра Эстер Куп, которая является тур-менеджером Pentatonix с апреля 2018 года. Он еврей, что было причиной неоднократных издевательств в детстве.

## Карьера
До прихода в Pentatonix Каплан уже был опытным артистом а капелла, выступавшим, в частности, в стилях джаза и оперы. Он присоединился к Pentatonix в 2011 году, когда первые участники Кирстин Мальдонадо, Митч Грасси и Скотта Хоуинга искали бас-певца и битбоксера. Группа собралась за день до начала прослушиваний третьего сезона телевизионного вокального конкурса The Sing-Off. Группа успешно прошла прослушивание на шоу и в итоге выиграла титул 2011 года (третий сезон). Каплан выступал в качестве вокального баса группы, но часто пел и ведущие партии.
Будучи членом Pentatonix, Каплан получил три премии «Грэмми». 8 февраля 2015 года Pentatonix получили премию «Грэмми» в номинации «Лучшая аранжировка, инструментальная музыка или а капелла» за песню «Daft Punk», которая представляет собой смесь песен Daft Punk. 15 февраля 2016 года Pentatonix получили премию «Грэмми» в той же номинации, на этот раз за исполнение композиции без слов «Танец феи Драже» («Dance of the Sugar Plum Fairy») из балета «Щелкунчик» П. И. Чайковского с их альбома «That’s Christmas to Me». 12 февраля 2017 года Pentatonix получили премию «Грэмми» в номинации «Лучшее кантри-дуэтное/групповое исполнение» за кавер-версию песни «Jolene» с участием Долли Партон.
29 апреля 2017 года Каплан представил свою первую сольную песню под названием «Avriel & the Sequoias». В мае 2017 года Каплан объявил, что покидает Pentatonix, чтобы проводить больше времени с друзьями и семьей. Его дебютный EP, Sage and Stone, был выпущен 9 июня 2017 года.
В октябре 2019 года он объявил о своём первом европейском турне после ухода из Pentatonix.
5 ноября 2019 года он объявил о грядущем EP «I Get By», который вышел 24 января 2020 года вместе с сопровождающим туром. 21 января 2020 года релиз был перенесён на 28 февраля из-за подписания контракта с Fantasy Records.

## Турне
Ави Каплан начал свои первые сольные концерты с «Nashville Residency» в The Basement в Нэшвилле, штат Теннесси. Это была серия из 5 концертов в течение 3 недель в апреле 2019 года. Билеты на все 5 концертов были распроданы. Его сопровождали Daniel Ellsworth & The Great Lakes (фортепиано/вокал), Джереми Листер (гитара/вокал), Джонатан Листер (барабаны/вокал) и Калеб Томас Джонс (бас-гитара/вокал). Братья Листер и Джонс также являются членами Street Corner Symphony.
В июле 2019 года Каплан начал тур Otherside Tour, который привел его в Калифорнию, штат Вашингтон, Орегон. Тур продолжился в августе 2019 года и он отправился в Нью-Йорк, Массачусетс, Иллинойс, Миссури, Оклахому и Техас. В октябре 2019 года поступили в продажу билеты на тур Kaplan I’ll Get By Tour в Европе, а в ноябре 2019 года в продажу поступили билеты для Северной Америки. Объявлены даты тура по Нидерландам, Германии, Бельгии, Великобритании, США и Канаде. В январе 2020 года было объявлено, что инди-фолк-дуэт Paper Wings присоединится к Каплану на время тура в США. Во время тура I’ll Get By по Европе и Северной Америке Каплана на сцене сопровождали Калеб Томас Джонс (бас-гитара / вокал) и Ноа Денни (ударные / вокал).